# فلوريد التيتانيوم الثلاثي
 فلوريد التيتانيوم الثلاثي (أو ثلاثي فلوريد التيتانيوم) مركب كيميائي، له الصيغة TiF3، ويوجد على شكل بلورات حمراء بنفسجية.

## التحضير
يحضر هذا المركب من تفاعل أكسيد التيتانيوم الثلاثي مع حمض الهيدروفلوريك.

## الخواص
يوجد المركب في الشروط القياسية على هيئة صلب بلوري ذي لون أحمر بنفسجي؛ وهو يتفاعل مع الماء مع انطلاق لحمض الهيدروفلوريك. عند درجات حرارة تتجاوز 950°س فإنه يخضع لتفاعل عدم تناسب إلى فلوريد التيتانيوم الرباعي وإلى التيتانيوم. تنتظم بلورات هذا المركب وفق نظام بلوري ثلاثي متساوي الأحرف.

## الاستخدامات
يستخدم المركب من أجل إنتاج حفازات على أساس من حمض السيليسيك.